# Välluv
Välluv är kyrkbyn i Välluvs socken i Helsingborgs kommun, Skåne län. 
Samhället är beläget öster om Helsingborg, på tätt avstånd från de större tätorterna Påarp i norr och Bårslöv i söder. 

## Historik
Platsen har troligen varit en förhistorisk bosättning, då det finns spår av både stenåldersboplatser och gravhögar från bronsåldern. Välluvs kyrka härstammar från 1100-talet, men den tillhörande byn är troligen ännu äldre; efterledet "-luv" kan härledas så långt tillbaka som 200-talet e.Kr. Ortnamnet kan spåras tillbaka till 1390, då det skrivs Wæthløf. Det har även förekommit som Wedløff (1569) och Welløff (1583). Det är en sammansättning av förledet "Wæthi", som anspelar på ett mansnamn och är troligen en kortare form av det fornskånska namnet Væther, som man vet bars av en korsångare i Lund. Efterledet "-luv" är en variant av "-lev" och "-löv" vilka betecknar ett arvegods. Alltså betyder ortnamnet Værthers arvegods. Välluvs kommun uppgick år 1952 i Mörarps kommun, vilken i sin tur år 1971 uppgick i Helsingborgs kommun.

## Samhället
Bebyggelsen är belägen vid Välluvsvägens möte med Rausvägen och består till största delen av villor och gårdsbebyggelse. Norr om Välluvsvägen finns en större plantskola. Välluvs kyrka är belägen i samhällets östra del och är en mycket välbevarad medeltidskyrka i vit puts och trappgavelförsett torn, omgiven av en kyrkogård i söder. På grund av närheten till Helsingborg har mycket av det ursprungliga landskapet, bestående av ensamgårdar och byar, försvunnit till förmån för vägbyggen (främst E6:an), industrier och nya, mer tätbebyggda, bostadsområden. Omgivningen i övrigt består av mjukt kuperat åkerlandskap.